# Seznam rastlin po družinah
Seznam rastlin po družinah obsega vse družine rastlin. Družine se naprej delijo v rodove. Družina običajno dobi ime iz določenega rodu, ki je značilen za celotno družino. Družine imajo pri rastlinah v latinskih imenih pripono -aceae. 
Ureditev taksonov v hierarhični sistem nam v prvi vrsti nam pomaga, da si stvari lažje zapomnimo, vendar ima svojo biološko osnovo, saj odraža hierarhično naravo raznolikosti v živem svetu. Število ravni hierarhije, potrebnih za ureditev raznolikosti v živem svetu je določeno dokaj poljubno, odvisno od vrste sistema in je rezultat praktičnih izkušenj zadnjih dvesto let. Spodnji seznam vsebuje poleg samega naštevanja družin tudi njihovo slovensko poimenovaje (če je to znano) in uvrstitve družine v višji takson -  red. Kar je sistemov v zgodovini taksonomije veliko, so tukaj navedeni trije.
- Cronquistov sistem je sistem za klasifikacijo cvetočih rastlin (kritosemenk - angiosperm). Ta sistem je razvil Arthur Cronquist (1919-1992) v besedilu An Integrated System of Classification of Flowering Plants (1981) in v The Evolution and Classification of Flowering Plants (1968; 2nd edition, 1988).
- Thornov sistem (1992) je sistem za klasifikacijo rastlin, ki jo je razvil Robert F. Thorne (1920- ) v svojem delu  Classification and Geography of Flowering Plants. Botanical Review 58: 225-348, ki je bil modificiran decembra, 1992 in marca, 1999.
- APG II sistem klasifikacije rastlin je objavila leta 2003 skupina Angiosperm Phylogeny Group, APG, v delu Angiosperm Phylogeny Group (2003). Klasifikacija je bila posodobljena v delu Botanical Journal of the Linnean Society 141: 399-436. DOI: 10.1046/j.1095-8339.2003.t01-1-00158.x

Pojasnilo k seznamu:
- Znak / pomeni, da imenovane družine v določenem sistemu ni ali pa je pridružena kaki drugi družini.
- Nerangirano v AGP II sistemu pomeni, da imenovana družina ni uvrščena v višjo taksonomsko enoto, čeprav je družina v sistem prisotna.

| Znanstveno ime družine  | Slovensko ime      | Znanstveno ime reda (Cronquist) | Slovensko ime (Cronquist) | Znanstveno ime reda (Thorne 1992) | Slovensko ime (Thorne 1992) | Znanstveno ime reda (AGP II) | Slovensko ime (AGP II) |
| Acanthaceae             | akantovke          | Scrophulariales                 | črnobinovci               | Scrophulariales                   | črnobinovci                 | Lamiales                     | ustnatičevci           |
| Aceraceae               | javorovke          | Sapindales                      | javorovci                 | /                                 |                             | /                            |                        |
| Achariaceae             | aharijevke         | Violales                        | vijoličevci               | Violales                          | vijoličevci                 | Malpighiales                 |                        |
| Achatocarpaceae         |                    | Caryophyllales                  | klinčkovci                | Caryophyllales                    | klinčkovci                  | Caryophyllales               | klinčkovci             |
| Acoraceae               |                    | Arales                          | kačnikovci                | Acoracales                        |                             | Acoracales                   |                        |
| Actinidiaceae           |                    | Theales                         | čajevci                   | Theales                           | čajevci                     | Ericales                     | vresovci               |
| Adoxaceae               | pižmičevke         | Dipsacales                      | ščetičevci                | Dipsacales                        | ščetičevci                  | Dipsacales                   | ščetičevci             |
| Aegicerataceae          |                    | /                               |                           | /                                 |                             | /                            |                        |
| Aextoxicaceae           |                    | Celastrales                     | trdoleskovci              | Euphorbiales                      | mlečkovci                   | nerangirano                  | nerangirano            |
| Agapanthaceae           |                    | /                               |                           | /                                 |                             | Asparagales                  | beluševci              |
| Agavaceae               | agavovke           | Liliales                        | lilijevci                 | Asparagales                       | beluševci                   | Asparagales                  | beluševci              |
| Agdestidaceae           |                    | /                               |                           | Caryophyllales                    | klinčkovci                  | /                            |                        |
| Aitoniaceae             |                    | /                               |                           | /                                 |                             | /                            |                        |
| Aizoaceae               | ajzojevke          | Caryophyllales                  | klinčkovci                | Caryophyllales                    | klinčkovci                  | Caryophyllales               | klinčkovci             |
| Akaniaceae              |                    | Sapindales                      | javorovci                 | Rutales                           | rutičevci                   | Brassicales                  |                        |
| Alangiaceae             | alangijevke        | Cornales                        | drenovci                  | Cornales                          | drenovci                    | /                            |                        |
| Alismataceae            | porečnikovke       | Alismatales                     | porečnikovci              | Alismatales                       | porečnikovci                | Alismatales                  | porečnikovci           |
| Alliaceae               | lukovke            | /                               |                           | Asparagales                       | beluševci                   | Asparagales                  | beluševci              |
| Aloeaceae               |                    | Liliales                        | lilijevci                 | /                                 |                             | /                            |                        |
| Alseuosmiaceae          |                    | Rosales                         | šipkovci                  | Hydrangeales                      |                             | Asterales                    | košarnice              |
| Alstroemeriaceae        |                    | /                               |                           | Liliales                          | lilijevci                   | Liliales                     | lilijevci              |
| Altingiaceae            |                    | /                               |                           | /                                 |                             | Saxifragales                 | kamnokrečevci          |
| Alzateaceae             |                    | Myrtales                        | mirtovci                  | Myrtales                          | mirtovci                    | Myrtales                     | mirtovci               |
| Amaranthaceae           | ščirovke           | Caryophyllales                  | klinčkovci                | Caryophyllales                    | klinčkovci                  | Caryophyllales               | klinčkovci             |
| Amaryllidaceae          | narcisovke         | /                               |                           | Asparagales                       | beluševci                   | Asparagales                  | beluševci              |
| Amborellaceae           |                    | Laurales                        | lovorovci                 | Magnoliales                       | magnolijevci                | nerangirano                  | nerangirano            |
| Anacardiaceae           | rujevke            | Sapindales                      | javorovci                 | Rutales                           | rutičevci                   | Sapindales                   | javorovci              |
| Anarthriaceae           |                    | /                               |                           | /                                 |                             | Poales                       | travovci               |
| Ancistrocladaceae       | ancistokladovke    | Violales                        | vijoličevci               | Theales                           | čajevci                     | Caryophyllales               | klinčkovci             |
| Androstachydaceae       |                    | /                               |                           | /                                 |                             | /                            |                        |
| Anisophylleaceae        |                    | Rosales                         | šipkovci                  | Rosales                           | šipkovci                    | Cucurbitales                 | bučevci                |
| Annonaceae              | anonovke           | Magnoliales                     | magnolijevci              | Magnoliales                       | magnolijevci                | Magnoliales                  | magnolijevci           |
| Anthericaceae           |                    | /                               |                           | Asparagales                       | beluševci                   | /                            |                        |
| Antoniaceae             |                    | /                               |                           | /                                 |                             | /                            |                        |
| Aphanopetalaceae        |                    | /                               |                           | /                                 |                             | Saxifragales                 | kamnokrečevci          |
| Aphloiaceae             |                    | /                               |                           | /                                 |                             | nerangirano                  | nerangirano            |
| Aphyllanthaceae         |                    | /                               |                           | Asparagales                       | beluševci                   | /                            |                        |
| Apiaceae                | kobulnice          | Apiales                         |                           | Araliales                         | aralijevci                  | Apiales                      |                        |
| Apocynaceae             | pasjestrupovke     | Gentianales                     | sviščevci                 | Gentianales                       | sviščevci                   | Gentianales                  | sviščevci              |
| Apodanthaceae           |                    | /                               |                           | /                                 |                             | nerangirano                  | nerangirano            |
| Aponogetonaceae         | žabnikovke         | Najadales                       | podvodničevci             | Potamogetonales                   |                             | Alismatales                  | porečnikovci           |
| Apostasiaceae           |                    | /                               |                           | /                                 |                             | /                            |                        |
| Aquifoliaceae           | bodikovke          | Celastrales                     | trdoleskovci              | Theales                           | čajevci                     | Aquifoliales                 |                        |
| Aquilariaceae           |                    | /                               |                           | Thaeales                          |                             | /                            |                        |
| Araceae                 | kačnikovke         | Arales                          | kačnikovci                | Arales                            | kačnikovci                  | Alismatales                  | porečnikovci           |
| Araliaceae              | bršljanovke        | Apiales                         |                           | Araliales                         | aralijevci                  | Apiales                      |                        |
| Aralidiaceae            | bršljanovke        | /                               |                           | Cornales                          | drenovci                    | Apiales                      |                        |
| Arecaceae               | palmovke           | Arecales                        |                           | Arecales                          |                             | Arecales                     |                        |
| Argophyllaceae          |                    | /                               |                           | /                                 |                             | Asterales                    | košarnice              |
| Aristolochiaceae        | podraščevke        | Aristolochiales                 | podraščevci               | Magnoliales                       | magnolijevci                | Piperales                    | poprovci               |
| Asclepiadaceae          | svilničevke        | Gentianales                     | sviščevci                 | /                                 |                             | /                            |                        |
| Asparagaceae            | beluševke          | /                               |                           | Asparagales                       | beluševci                   | Asparagales                  | beluševci              |
| Asphodelaceae           | zlatokorenovke     | /                               |                           | Asparagales                       | beluševci                   | Asparagales                  | beluševci              |
| Asteliaceae             |                    | /                               |                           | Asparagales                       | beluševci                   | Asparagales                  | beluševci              |
| Asteraceae              | nebinovke          | Asterales                       | košarnice                 | Asterales                         | košarnice                   | Asterales                    | košarnice              |
| Asteranthaceae          |                    | /                               |                           | /                                 |                             | /                            |                        |
| Asteropeiaceae          |                    | /                               |                           | Theales                           | čajevci                     | Caryophyllales               | klinčkovci             |
| Atherospermataceae      |                    | /                               |                           | /                                 |                             | Laurales                     | lovorovci              |
| Aucubaceae              |                    | /                               |                           | Cornales                          | drenovci                    | Garryales                    |                        |
| Austrobaileyaceae       | austrobajlejevke   | Magnoliales                     | magnolijevci              | Magnoliales                       | magnolijevci                | Austrobaileyales             |                        |
| Averrhoaceae            |                    | /                               |                           | /                                 |                             | /                            |                        |
| Avicenniaceae           |                    | /                               |                           | Scrophulariales                   | črnobinovci                 | /                            |                        |
| Balanitaceae            |                    | /                               |                           | Linales                           | lanovci                     | /                            |                        |
| Balanopaceae            | balanopsovke       | Fagales                         | bukovci                   | Balanopales                       |                             | Malpighiales                 |                        |
| Balanophoraceae         |                    | Santalales                      | lanikovci                 | Balanophorales                    |                             | nerangirano                  | nerangirano            |
| Balsaminaceae           | nedotikovke        | Geraniales                      | krvomočnikovci            | Geraniales                        | krvomočnikovci              | Ericales                     | vresovci               |
| Barbeuiaceae            |                    | /                               |                           | Caryophyllales                    | klinčkovci                  | Caryophyllales               | klinčkovci             |
| Barbeyaceae             |                    | Urticales                       | koprivovci                | Urticales                         | koprivovci                  | Rosales                      | šipkovci               |
| Barclayaceae            |                    | Nymphaeales                     | lokvanjevci               | /                                 |                             | /                            |                        |
| Barringtoniaceae        |                    | /                               |                           | /                                 |                             | /                            |                        |
| Basellaceae             |                    | Caryophyllales                  | klinčkovci                | Caryophyllales                    | klinčkovci                  | Caryophyllales               | klinčkovci             |
| Bataceae                |                    | Batales                         |                           | Batales                           |                             | Brassicales                  |                        |
| Batidaceae              |                    | /                               |                           | /                                 |                             | /                            |                        |
| Baueraceae              |                    | /                               |                           | /                                 |                             | /                            |                        |
| Begoniaceae             |                    | Violales                        | vijoličevci               | Violales                          | vijoličevci                 | Cucurbitales                 | bučevci                |
| Berberidaceae           | češminovke         | Ranunculales                    | zlatičevci                | Berberidales                      |                             | Ranunculales                 | zlatičevci             |
| Betulaceae              | brezovke           | Fagales                         | bukovci                   | Betulales                         |                             | Fagales                      | bukovci                |
| Berberidopsidaceae      |                    | /                               |                           | /                                 |                             | nerangirano                  | nerangirano            |
| Biebersteiniaceae       |                    | /                               |                           | /                                 |                             | Sapindales                   | javorovci              |
| Bignoniaceae            |                    | Scrophulariales                 | črnobinovci               | Scrophulariales                   | črnobinovci                 | Lamiales                     | ustnatičevci           |
| Bischofiaceae           |                    | /                               |                           | /                                 |                             | /                            |                        |
| Bixaceae                |                    | Violales                        | vijoličevci               | Violales                          | vijoličevci                 | Malvales                     | slezenovci             |
| Blandfordiaceae         |                    | /                               |                           | Asparagales                       | beluševci                   | Asparagales                  | beluševci              |
| Blepharocaryaceae       |                    | /                               |                           | /                                 |                             | /                            |                        |
| Boerlagellaceae         |                    | /                               |                           | /                                 |                             | /                            |                        |
| Bombacaceae             |                    | Malvales                        | slezenovci                | Malvales                          | slezenovci                  | /                            |                        |
| Bonnetiaceae            |                    | /                               |                           | Theales                           | čajevci                     | Malpighiales                 |                        |
| Boraginaceae            | srhkolistnice      | Lamiales                        | ustnatičevci              | Solanales                         | razhudnikovci               | nerangirano                  | nerangirano            |
| Boryaceae               |                    | /                               |                           | /                                 |                             | Asparagales                  | beluševci              |
| Brassicaceae            | križnice           | Capparales                      | kaprovčevci               | Brassicales                       |                             | Brassicales                  |                        |
| Bretschneideraceae      |                    | Sapindales                      | javorovci                 | Rutales                           | rutičevci                   | Brassicales                  |                        |
| Brexiaceae              |                    | /                               |                           | Hydrangeales                      |                             | /                            |                        |
| Bromeliaceae            | ananasovke         | Bromeliales                     | bromelijevci              | Bromeliales                       | bromelijevci                | Poales                       | travovci               |
| Brunelliaceae           |                    | Rosales                         | šipkovci                  | /                                 |                             | Oxalidales                   |                        |
| Bruniaceae              |                    | Rosales                         | šipkovci                  | Bruniales                         |                             | nerangirano                  | nerangirano            |
| Brunoniaceae            | brunonijevke       | Campanulales                    | zvončičevci               | /                                 |                             | /                            |                        |
| Buddlejaceae            | budlejevke         | Scrophulariales                 | črnobinovci               | Scrophulariales                   | črnobinovci                 | /                            |                        |
| Burmanniaceae           | burmanovke         | Orchidales                      | kukavičevci               | Burmanniales                      |                             | Dioscoreales                 | bljuščevci             |
| Burseraceae             | mirovke            | Sapindales                      | javorovci                 | Rutales                           | rutičevci                   | Sapindales                   | javorovci              |
| Butomaceae              | vodoljubovke       | Alismatales                     | porečnikovci              | Alismatales                       | porečnikovci                | Alismatales                  | porečnikovci           |
| Buxaceae                | pušpanovke         | Euphorbiales                    | mlečkovci                 | Balanopales                       |                             | nerangirano                  | nerangirano            |
| Byblidaceae             |                    | Rosales                         | šipkovci                  | Pittosporales                     | lepljivčevci                | Lamiales                     | ustnatičevci           |
| Cabombaceae             | kabombovke         | Nymphaeales                     | lokvanjevci               | Nymphaeales                       | lokvanjevci                 | nerangirano                  | nerangirano            |
| Cactaceae               | kaktovke           | Caryophyllales                  | klinčkovci                | Caryophyllales                    | klinčkovci                  | Caryophyllales               | klinčkovci             |
| Calceolariaceae         |                    | /                               |                           | /                                 |                             | Lamiales                     | ustnatičevci           |
| Calectasiaceae          |                    | /                               |                           | /                                 |                             | /                            |                        |
| Callitrichaceae         | žabjelasovke       | Callitrichales                  |                           | Scrophulariales                   | črnobinovci                 | /                            |                        |
| Calochortaceae          |                    | /                               |                           | /                                 |                             | /                            |                        |
| Calycanthaceae          | blagoduhovke       | Laurales                        | lovorovci                 | Magnoliales                       | magnolijevci                | Laurales                     | lovorovci              |
| Calyceraceae            | čašerogovke        | Calycerales                     |                           | Asterales                         | košarnice                   | Asterales                    | košarnice              |
| Campanulaceae           | zvončičevke        | Campanulales                    | zvončičevci               | Campanulales                      | zvončičevci                 | Asterales                    | košarnice              |
| Campynemataceae         |                    | /                               |                           | Liliales                          | lilijevci                   | Liliales                     | lilijevci              |
| Canellaceae             | belocimetovke      | Magnoliales                     | magnolijevci              | Magnoliales                       | magnolijevci                | Canellales                   |                        |
| Cannabaceae             | konopljevke        | Urticales                       | koprivovci                | Urticales                         | koprivovci                  | Rosales                      | šipkovci               |
| Cannaceae               | kanovke            | Zingiberales                    | ingverjevci               | Zingiberales                      | ingverjevci                 | Zingiberales                 | ingverjevci            |
| Canotiaceae             |                    | /                               |                           | /                                 |                             | /                            |                        |
| Capparaceae             | kaprovčevke        | Capparales                      | kaprovčevci               | Brassicales                       |                             | /                            |                        |
| Capparidaceae           |                    | /                               |                           | /                                 |                             | Brassicales                  |                        |
| Caprifoliaceae          | kovačnikovke       | Dipsacales                      | ščetičevci                | Dipsacales                        | ščetičevci                  | Dipsacales                   | ščetičevci             |
| Cardiopteridaceae       |                    | Celastrales                     | trdoleskovci              | Cornales                          | drenovci                    | Aquifoliales                 |                        |
| Caricaceae              | papajevke          | Violales                        | vijoličevci               | Violales                          | vijoličevci                 | Brassicales                  |                        |
| Carlemanniaceae         |                    | /                               |                           | /                                 |                             | Lamiales                     | ustnatičevci           |
| Carpinaceae             | gabrovke           | /                               |                           | /                                 |                             | /                            |                        |
| Carpodetaceae           |                    | /                               |                           | Hydrangeales                      |                             | /                            |                        |
| Cartonemataceae         |                    | /                               |                           | /                                 |                             | /                            |                        |
| Caryocaraceae           |                    | Theales                         | čajevci                   | Theales                           | čajevci                     | Malpighiales                 |                        |
| Caryophyllaceae         | klinčnice          | Caryophyllales                  | klinčkovci                | Caryophyllales                    | klinčkovci                  | Caryophyllales               | klinčkovci             |
| Cichoriaceae            | radičevke          | /                               |                           | /                                 |                             | /                            |                        |
| Casuarinaceae           | kazuarinovke       | Casuarinales                    | kazuarinovci              | Casuarinales                      | kazuarinovci                | Fagales                      | bukovci                |
| Cecropiaceae            |                    | Urticales                       | koprivovci                | Urticales                         | koprivovci                  | /                            |                        |
| Celastraceae            | trdoleskovke       | Celastrales                     | trdoleskovci              | Celastrales                       | trdoleskovci                | Celastrales                  | trdoleskovci           |
| Centrolepidaceae        | škornjičevke       | Restionales                     |                           | Poales                            | travovci                    | Poales                       | travovci               |
| Cephalotaceae           | cefalotovke        | Rosales                         | šipkovci                  | Saxifragales                      | kamnokrečevci               | Oxalidales                   |                        |
| Ceratophyllaceae        | rogolistovke       | Nymphaeales                     | lokvanjevci               | Ceratophyllales                   | rogolistovci                | Ceratophyllales              | rogolistovci           |
| Cercidiphyllaceae       | cercidifilovke     | Hamamelidales                   | nepozebnikovci            | Hamamelidales                     | nepozebnikovci              | Saxifragales                 | kamnokrečevci          |
| Chenopodiaceae          | metlikovke         | Caryophyllales                  | klinčkovci                | Caryophyllales                    | klinčkovci                  | /                            |                        |
| Chloranthaceae          | hlorantovke        | Piperales                       | poprovci                  | Magnoliales                       | magnolijevci                | nerangirano                  | nerangirano            |
| Chrysobalanaceae        | kokosovolistovke   | Rosales                         | šipkovci                  | Theales                           | čajevci                     | Malpighiales                 |                        |
| Circaeasteraceae        |                    | Ranunculales                    | zlatičevci                | Berberidales                      |                             | Ranunculales                 | zlatičevci             |
| Cistaceae               | brškinovke         | Violales                        | vijoličevci               | Violales                          | vijoličevci                 | Malvales                     | slezenovci             |
| Cleomaceae              |                    | /                               |                           | /                                 |                             | Brassicales                  |                        |
| Clethraceae             | jelšičevke         | Ericales                        | vresovci                  | Theales                           | čajevci                     | Ericales                     | vresovci               |
| Clusiaceae              | krčničevke         | Theales                         | čajevci                   | Theales                           | čajevci                     | Malpighiales                 |                        |
| Cneoraceae              | kneorovke          | Sapindales                      | javorovci                 | Rutales                           | rutičevci                   | /                            |                        |
| Cobaeaceae              |                    | /                               |                           | /                                 |                             | /                            |                        |
| Cochlospermaceae        | kohlospermovke     | /                               |                           | Violales                          | vijoličevci                 | Malvales                     | slezenovci             |
| Colchicaceae            | podleskovke        | /                               |                           | Liliales                          | lilijevci                   | Liliales                     | lilijevci              |
| Columelliaceae          | kolumelovke        | Rosales                         | šipkovci                  | Hydrangeales                      |                             | nerangirano                  | nerangirano            |
| Combretaceae            | kombretovke        | Myrtales                        | mirtovci                  | Myrtales                          | mirtovci                    | Myrtales                     | mirtovci               |
| Commelinaceae           | komelinovke        | Commelinales                    | komelinovci               | Commelinales                      | komelinovci                 | Commelinales                 | komelinovci            |
| Compositae              | nebinovke          | /                               |                           | /                                 |                             | /                            |                        |
| Connaraceae             | konarovke          | Rosales                         | šipkovci                  | Rutales                           | rutičevci                   | Oxalidales                   |                        |
| Convallariaceae         | šmarničevke        | /                               |                           | /                                 |                             | /                            |                        |
| Convolvulaceae          | slakovke           | Solanales                       | razhudnikovci             | Solanales                         | razhudnikovci               | Solanales                    | razhudnikovci          |
| Coriariaceae            | korijarijevke      | Ranunculales                    | zlatičevci                | Rutales                           | rutičevci                   | Cucurbitales                 | bučevci                |
| Coridaceae              |                    | /                               |                           | /                                 |                             | /                            |                        |
| Cornaceae               | drenovke           | Cornales                        | drenovci                  | Cornales                          | drenovci                    | Cornales                     | drenovci               |
| Corsiaceae              |                    | Orchidales                      | kukavičevci               | Burmanniales                      |                             | Liliales                     | lilijevci              |
| Corylaceae              | leskovke           | /                               |                           | /                                 |                             | /                            |                        |
| Corynocarpaceae         | korinokarpovke     | Celastrales                     | trdoleskovci              | Celastrales                       | trdoleskovci                | Cucurbitales                 | bučevci                |
| Costaceae               |                    | Zingiberales                    | ingverjevci               | Zingiberales                      | ingverjevci                 | Zingiberales                 | ingverjevci            |
| Crassulaceae            | tolstičevke        | Rosales                         | šipkovci                  | Saxifragales                      | kamnokrečevci               | Saxifragales                 | kamnokrečevci          |
| Crossosomataceae        | krososomovke       | Rosales                         | šipkovci                  | Rosales                           | šipkovci                    | Crossosomatales              |                        |
| Crypteroniaceae         |                    | Myrtales                        | mirtovci                  | Myrtales                          | mirtovci                    | Myrtales                     | mirtovci               |
| Ctenolophonaceae        |                    | /                               |                           | Linales                           | lanovci                     | Malpighiales                 |                        |
| Cucurbitaceae           | bučevke            | Violales                        | vijoličevci               | Violales                          | vijoličevci                 | Cucurbitales                 | bučevci                |
| Cunoniaceae             | kunonijevke        | Rosales                         | šipkovci                  | Cunoniales                        |                             | Oxalidales                   |                        |
| Curtisiaceae            |                    | /                               |                           | Cornales                          | drenovci                    | Cornales                     | drenovci               |
| Cuscutaceae             | predeničevke       | Solanales                       | razhudnikovci             | /                                 |                             | /                            |                        |
| Cyanastraceae           | cianastrovke       | Liliales                        | lilijevci                 | Asparagales                       | beluševci                   | /                            |                        |
| Cyclanthaceae           | ciklantovke        | Cyclanthales                    |                           | Cyclanthales                      |                             | Pandanales                   | pandanovčevci          |
| Cymodoceaceae           | cimodocijevke      | Najadales                       | podvodničevci             | Potamogetonales                   |                             | Alismatales                  | porečnikovci           |
| Cynomoriaceae           |                    | /                               |                           | Balanophorales                    |                             | nerangirano                  | nerangirano            |
| Cyperaceae              | ostričevke         | Cyperales                       | ostričevci                | Juncales                          | ločkovci                    | Poales                       | travovci               |
| Cypripediaceae          | lepočevljičevke    | /                               |                           | /                                 |                             | /                            |                        |
| Cyrillaceae             | cirilovke          | Ericales                        | vresovci                  | Theales                           | čajevci                     | Ericales                     | vresovci               |
| Cytinaceae              |                    | /                               |                           | /                                 |                             | nerangirano                  | nerangirano            |
| Daphniphyllaceae        |                    | Daphniphyllales                 |                           | Balanopales                       |                             | Saxifragales                 | kamnokrečevci          |
| Dasypogonaceae          |                    | /                               |                           | Asparagales                       | beluševci                   | nerangirano                  | nerangirano            |
| Datiscaceae             | datiskovke         | Violales                        | vijoličevci               | Violales                          | vijoličevci                 | Cucurbitales                 | bučevci                |
| Davidiaceae             |                    | /                               |                           | /                                 |                             | /                            |                        |
| Davidsoniaceae          |                    | Rosales                         | šipkovci                  | Cunoniales                        |                             | /                            |                        |
| Degeneriaceae           | degenerijevke      | Magnoliales                     | magnolijevci              | Magnoliales                       | magnolijevci                | Magnoliales                  | magnolijevci           |
| Desfontainiaceae        |                    | /                               |                           | Hydrangeales                      |                             | nerangirano                  | nerangirano            |
| Dialypetalanthaceae     |                    | Rosales                         | šipkovci                  | Gentianales                       | sviščevci                   | /                            |                        |
| Diapensiaceae           | diapenzovke        | Diapensiales                    |                           | Saxifragales                      | kamnokrečevci               | Ericales                     | vresovci               |
| Dichapetalaceae         | dihapetalovke      | Celastrales                     | trdoleskovci              | Euphorbiales                      | mlečkovci                   | Malpighiales                 |                        |
| Dicrastylidaceae        |                    | /                               |                           | /                                 |                             | /                            |                        |
| Didiereaceae            | didierejevke       | Caryophyllales                  | klinčkovci                | Caryophyllales                    | klinčkovci                  | Caryophyllales               | klinčkovci             |
| Didymelaceae            |                    | Didymelales                     |                           | Balanopales                       |                             | nerangirano                  | nerangirano            |
| Diegodendraceae         |                    | /                               |                           | /                                 |                             | Malvales                     | slezenovci             |
| Diervillaceae           |                    | /                               |                           | /                                 |                             | Dipsacales                   | ščetičevci             |
| Dilleniaceae            |                    | Dilleniales                     | dilenijevci               | Theales                           | čajevci                     | nerangirano                  | nerangirano            |
| Dioncophyllaceae        |                    | Violales                        | vijoličevci               | Theales                           | čajevci                     | Caryophyllales               | klinčkovci             |
| Dioscoreaceae           | bljuščevke         | Liliales                        | lilijevci                 | Dioscoreales                      | bljuščevci                  | Dioscoreales                 | bljuščevci             |
| Dipentodontaceae        |                    | Santalales                      | lanikovci                 | Violales                          | vijoličevci                 | nerangirano                  | nerangirano            |
| Dipsacaceae             | ščetičevke         | Dipsacales                      | ščetičevci                | Dipsacales                        | ščetičevci                  | Dipsacales                   | ščetičevci             |
| Dipterocarpaceae        | dipterokarpovke    | Theales                         | čajevci                   | Malvales                          | slezenovci                  | Malvales                     | slezenovci             |
| Dirachmaceae            |                    | /                               |                           | /                                 |                             | Rosales                      | šipkovci               |
| Donatiaceae             |                    | Campanulales                    | zvončičevci               | /                                 |                             | Asterales                    | košarnice              |
| Doryanthaceae           |                    | /                               |                           | /                                 |                             | Asparagales                  | beluševci              |
| Dracaenaceae            | zmajevčevke        | /                               |                           | /                                 |                             | /                            |                        |
| Droseraceae             | rosikovke          | Nepenthales                     |                           | Saxifragales                      | kamnokrečevci               | Caryophyllales               | klinčkovci             |
| Drosophyllaceae         |                    | /                               |                           | /                                 |                             | Caryophyllales               | klinčkovci             |
| Duckeodendraceae        |                    | Solanales                       | razhudnikovci             | Solanales                         | razhudnikovci               | /                            |                        |
| Dulongiaceae            |                    | /                               |                           | /                                 |                             | /                            |                        |
| Dysphaniaceae           |                    | /                               |                           | /                                 |                             | /                            |                        |
| Equisetaceae            | presličevke        | /                               |                           | /                                 |                             | /                            |                        |
| Ebenaceae               | ebenovke           | Ebenales                        | ebenovci                  | Styracales                        |                             | Ericales                     | vresovci               |
| Ecdeiocoleaceae         |                    | Proteales                       | protejevci                | Poales                            | travovci                    | Poales                       | travovci               |
| Ehretiaceae             | ehretovke          | /                               |                           | /                                 |                             | /                            |                        |
| Elaeagnaceae            | Elaeagnaceae       | Proteales                       | protejevci                | Rhamnales                         | krhlikovci                  | Rosales                      | šipkovci               |
| Elaeocarpaceae          | eleokarpovke       | Malvales                        | slezenovci                | Malvales                          | slezenovci                  | Oxalidales                   |                        |
| Elatinaceae             | jelovčevke         | Theales                         | čajevci                   | Theales                           | čajevci                     | Malpighiales                 |                        |
| Ellisiophyllaceae       |                    | /                               |                           | /                                 |                             | /                            |                        |
| Emblingiaceae           |                    | /                               |                           | /                                 |                             | Brassicales                  |                        |
| Empetraceae             | mahuničevke        | Ericales                        | vresovci                  | Ericales                          | vresovci                    | /                            |                        |
| Epacridaceae            | epakrijevke        | Ericales                        | vresovci                  | Ericales                          | vresovci                    | /                            |                        |
| Eremolepidaceae         |                    | Santalales                      | lanikovci                 | Santalales                        | lanikovci                   | /                            |                        |
| Eremosynaceae           |                    | /                               |                           | Saxifragales                      | kamnokrečevci               | nerangirano                  | nerangirano            |
| Ericaceae               | vresnice           | Ericales                        | vresovci                  | Ericales                          | vresovci                    | Ericales                     | vresovci               |
| Eriocaulaceae           | volnovke           | Eriocaulales                    |                           | Commelinales                      | komelinovci                 | Poales                       | travovci               |
| Eriospermaceae          |                    | /                               |                           | Asparagales                       | beluševci                   | /                            |                        |
| Erythropalaceae         |                    | /                               |                           | /                                 |                             | /                            |                        |
| Erythroxylaceae         | kokovke            | Linales                         | lanovci                   | Linales                           | lanovci                     | Malpighiales                 |                        |
| Escalloniaceae          |                    | /                               |                           | Hydrangeales                      |                             | nerangirano                  | nerangirano            |
| Eucommiaceae            | evkomijevke        | Eucommiales                     |                           | Cornales                          | drenovci                    | Garryales                    |                        |
| Eucryphiaceae           |                    | Rosales                         | šipkovci                  | /                                 |                             | /                            |                        |
| Euphorbiaceae           | mlečkovke          | Euphorbiales                    | mlečkovci                 | Euphorbiales                      | mlečkovci                   | Malpighiales                 |                        |
| Eupomatiaceae           | evpomacijevke      | Magnoliales                     | magnolijevci              | Magnoliales                       | magnolijevci                | Magnoliales                  | magnolijevci           |
| Eupteleaceae            |                    | Hamamelidales                   | nepozebnikovci            | Hamamelidales                     | nepozebnikovci              | Ranunculales                 | zlatičevci             |
| Euryalaceae             |                    | /                               |                           | /                                 |                             | /                            |                        |
| Fabaceae                | metuljnice         | Fabales                         | stročnice                 | Rutales                           | rutičevci                   | Fabales                      | stročnice              |
| Fagaceae                | bukovke            | Fagales                         | bukovci                   | Betulales                         |                             | Fagales                      | bukovci                |
| Flacourtiaceae          | flakurtovke        | Violales                        | vijoličevci               | Violales                          | vijoličevci                 | /                            |                        |
| Flagellariaceae         | bičevke            | Restionales                     |                           | Poales                            | travovci                    | Poales                       | travovci               |
| Flindersiaceae          |                    | /                               |                           | /                                 |                             | /                            |                        |
| Foetidiaceae            |                    | /                               |                           | /                                 |                             | /                            |                        |
| Fouquieriaceae          | fukvijerovke       | Violales                        | vijoličevci               | Fouquieriales                     |                             | Ericales                     | vresovci               |
| Francoaceae             |                    | /                               |                           | Saxifragales                      | kamnokrečevci               | Geraniales                   | krvomočnikovci         |
| Frankeniaceae           | frankenijevke      | Violales                        | vijoličevci               | Violales                          | vijoličevci                 | Caryophyllales               | klinčkovci             |
| Fumariaceae             | rosničevke         | Papaverales                     | makovci                   | /                                 |                             | Ranunculales                 | zlatičevci             |
| Garryaceae              | garijevke          | Cornales                        | drenovci                  | Cornales                          | drenovci                    | Garryales                    |                        |
| Geissolomataceae        | geisolomatovke     | Celastrales                     | trdoleskovci              | Bruniales                         |                             | nerangirano                  | nerangirano            |
| Gelsemiaceae            |                    | /                               |                           | /                                 |                             | Gentianales                  | sviščevci              |
| Geniostomaceae          |                    | /                               |                           | /                                 |                             | /                            |                        |
| Gentianaceae            | sviščevke          | Gentianales                     | sviščevci                 | Gentianales                       | sviščevci                   | Gentianales                  | sviščevci              |
| Geosiridaceae           |                    | Orchidales                      | kukavičevci               | /                                 |                             | /                            |                        |
| Geraniaceae             | krvomočničevke     | Geraniales                      | krvomočnikovci            | Geraniales                        | krvomočnikovci              | Geraniales                   | krvomočnikovci         |
| Gesneriaceae            | gesnerijevke       | Scrophulariales                 | črnobinovci               | Scrophulariales                   | črnobinovci                 | Lamiales                     | ustnatičevci           |
| Gisekiaceae             |                    | /                               |                           | /                                 |                             | Caryophyllales               | klinčkovci             |
| Glaucidiaceae           |                    | /                               |                           | Paeoniales                        |                             | /                            |                        |
| Globulariaceae          | mračičevke         | Scrophulariales                 | črnobinovci               | Scrophulariales                   | črnobinovci                 | /                            |                        |
| Goetzeaceae             |                    | /                               |                           | Solanales                         | razhudnikovci               | /                            |                        |
| Gomortegaceae           | gomortovke         | Laurales                        | lovorovci                 | Magnoliales                       | lovorovci                   | Laurales                     |                        |
| Gonystylaceae           |                    | /                               |                           | Euphorbiales                      | mlečkovci                   | /                            |                        |
| Goodeniaceae            | godenijevke        | Campanulales                    | zvončičevci               | Campanulales                      | zvončičevci                 | Asterales                    | košarnice              |
| Goupiaceae              |                    | /                               |                           | Celastrales                       | trdoleskovci                | Malpighiales                 |                        |
| Gramineae               | trave              | /                               |                           | /                                 |                             | /                            |                        |
| Greyiaceae              |                    | Rosales                         | šipkovci                  | Saxifragales                      | kamnokrečevci               | /                            |                        |
| Griseliniaceae          |                    | /                               |                           | Hydrangeales                      |                             | Apiales                      |                        |
| Grossulariaceae         | kosmuljevke        | Rosales                         | šipkovci                  | Saxifragales                      | kamnokrečevci               | Saxifragales                 | kamnokrečevci          |
| Grubbiaceae             | grubijevke         | Ericales                        | vresovci                  | Bruniales                         |                             | Cornales                     | drenovci               |
| Gunneraceae             |                    | Haloragales                     | rmančevci                 | Cornales                          | drenovci                    | Gunnerales                   |                        |
| Guttiferae              | krčničevke         | /                               |                           | /                                 |                             | /                            |                        |
| Gyrocarpaceae           |                    | /                               |                           | /                                 |                             | /                            |                        |
| Gyrostemonaceae         |                    | Batales                         |                           | Brassicales                       |                             | Brassicales                  |                        |
| Haemodoraceae           |                    | Liliales                        | lilijevci                 | Philydrales                       |                             | Commelinales                 | komelinovci            |
| Halophytaceae           |                    | /                               |                           | Caryophyllales                    | klinčkovci                  | Caryophyllales               | klinčkovci             |
| Haloragaceae            | rmančevke          | Haloragales                     | rmančevci                 | Cornales                          | drenovci                    | /                            |                        |
| Haloragidaceae          |                    | /                               |                           | /                                 |                             | Saxifragales                 | kamnokrečevci          |
| Hamamelidaceae          | nepozebnikovke     | Hamamelidales                   | nepozebnikovci            | Hamamelidales                     | nepozebnikovci              | Saxifragales                 | kamnokrečevci          |
| Hanguanaceae            |                    | Liliales                        | lilijevci                 | Asparagales                       | beluševci                   | Commelinales                 | komelinovci            |
| Hectorellaceae          |                    | /                               |                           | Caryophyllales                    | klinčkovci                  | /                            |                        |
| Heliconiaceae           | helikonijevke      | Zingiberales                    | ingverjevci               | Zingiberales                      | ingverjevci                 | Zingiberales                 | ingverjevci            |
| Helwingiaceae           |                    | /                               |                           | Araliales                         | aralijevci                  | Aquifoliales                 |                        |
| Hemerocallidaceae       | masleničevke       | /                               |                           | Asparagales                       | beluševci                   | Asparagales                  | beluševci              |
| Henriqueziaceae         |                    | /                               |                           | /                                 |                             | /                            |                        |
| Hernandiaceae           | herniandovke       | Laurales                        | lovorovci                 | Magnoliales                       | magnolijevci                | Laurales                     | lovorovci              |
| Herreriaceae            |                    | /                               |                           | /                                 |                             | /                            |                        |
| Hesperocallidaceae      |                    | /                               |                           | /                                 |                             | Asparagales                  | beluševci              |
| Heteropyxidaceae        |                    | /                               |                           | /                                 |                             | Myrtales                     | mirtovci               |
| Himantandraceae         | himantandrovke     | Magnoliales                     | magnolijevci              | Magnoliales                       | magnolijevci                | Magnoliales                  | magnolijevci           |
| Hippocastanaceae        | divjekostanjevke   | Sapindales                      | javorovci                 | /                                 |                             | /                            |                        |
| Hippocrataceae          |                    | Celastrales                     | trdoleskovci              | /                                 |                             | /                            |                        |
| Hippuridaceae           | smrečičevke        | Callitrichales                  |                           | Scrophulariales                   | črnobinovci                 | /                            |                        |
| Hoplestigmataceae       |                    | Violales                        |                           | Solanales                         | razhudnikovci               | nerangirano                  | nerangirano            |
| Hostaceae               |                    | /                               |                           | Asparagales                       | beluševci                   | /                            |                        |
| Huaceae                 |                    | Violales                        | vijoličevci               | Malvales                          | slezenovci                  | nerangirano                  |                        |
| Hugoniaceae             |                    | Linales                         | lanovci                   | Linales                           | lanovci                     | /                            |                        |
| Humbertiaceae           |                    | /                               |                           | /                                 |                             | /                            |                        |
| Humiriaceae             | humirovke          | Linales                         | lanovci                   | Linales                           | lanovci                     | Malpighiales                 |                        |
| Hyacinthaceae           | hijacintovke       | /                               |                           | Asparagales                       | beluševci                   | Asparagales                  | beluševci              |
| Hydatellaceae           |                    | Hydatellales                    |                           | Hydatellales                      |                             | Poales                       | travovci               |
| Hydnoraceae             | hidnorovke         | Rafflesiales                    | raflezijevci              | Rafflesiales                      | raflezijevci                | Piperales                    | poprovci               |
| Hydrangeaceae           | hortenzijevke      | Rosales                         | šipkovci                  | Hydrangeales                      |                             | Cornales                     |                        |
| Hydrastidaceae          |                    | /                               |                           | Berberidales                      |                             | /                            |                        |
| Hydrocharitaceae        | šejkovke           | Hydrocharitales                 | šejkovci                  | Alismatales                       | porečnikovci                | Alismatales                  | porečnikovci           |
| Hydrocotylaceae         |                    | /                               |                           | Araliales                         | aralijevci                  | /                            |                        |
| Hydroleaceae            |                    | /                               |                           | /                                 |                             | Solanales                    | razhudnikovci          |
| Hydrophyllaceae         | vodolistovke       | Solanales                       | razhudnikovci             | Solanales                         | razhudnikovci               | /                            |                        |
| Hydrostachyaceae        |                    | /                               |                           | /                                 |                             | Cornales                     | drenovci               |
| Hydrostachydaceae       |                    | Callitrichales                  |                           | Bruniales                         |                             | /                            |                        |
| Hymenocardiaceae        |                    | /                               |                           | /                                 |                             | /                            |                        |
| Hypecoaceae             |                    | /                               |                           | /                                 |                             | /                            |                        |
| Hypericaceae            | krčničevke         | /                               |                           | /                                 |                             | Malpighiales                 |                        |
| Hypoxidaceae            |                    | /                               |                           | Asparagales                       | beluševci                   | Asparagales                  | beluševci              |
| Hypseocharitaceae       |                    | /                               |                           | /                                 |                             | Geraniales                   | krvomočnikovci         |
| Icacinaceae             | ikacinovke         | Celastrales                     | trdoleskovci              | Cornales                          | drenovci                    | nerangirano                  | nerangirano            |
| Idiospermaceae          |                    | Laurales                        | lovorovci                 | /                                 |                             | /                            |                        |
| Illiciaceae             | zvezdastojaneževke | Illiciales                      |                           | Magnoliales                       | magnolijevci                | Austrobaileyales             |                        |
| Iridaceae               | perunikovke        | Liliales                        | lilijevci                 | Liliales                          | lilijevci                   | Asparagales                  | beluševci              |
| Irvingiaceae            |                    | /                               |                           | /                                 |                             | Malpighiales                 |                        |
| Iteaceae                |                    | /                               |                           | /                                 |                             | Saxifragales                 | kamnokrečevci          |
| Ixerbaceae              |                    | /                               |                           | /                                 |                             | nerangirano                  | nerangirano            |
| Ixioliriaceae           |                    | /                               |                           | Asparagales                       | beluševci                   | Asparagales                  | beluševci              |
| Ixonanthaceae           |                    | Linales                         | lanovci                   | Linales                           | lanovci                     | Malpighiales                 |                        |
| Joinvilleaceae          |                    | Restionales                     |                           | Poales                            | travovci                    | Poales                       | travovci               |
| Juglandaceae            | orehovke           | Juglandales                     | orehovci                  | Juglandales                       | Orehovci (red)orehovci      | Fagales                      | bukovci                |
| Julianaceae             |                    | Sapindales                      | javorovci                 | /                                 |                             | /                            |                        |
| Juncaceae               | ločkovke           | Juncales                        | ločkovci                  | Juncales                          | ločkovci                    | Poales                       | travovci               |
| Juncaginaceae           | trirogljevke       | Najadales                       | podvodničevci             | Potamogetonales                   |                             | Alismatales                  | porečnikovci           |
| Kingdoniaceae           |                    | /                               |                           | /                                 |                             | Ranunculales                 | zlatičevci             |
| Kirkiaceae              |                    | /                               |                           | /                                 |                             | Sapindales                   | javorovci              |
| Koeberliniaceae         |                    | /                               |                           | /                                 |                             | Brassicales                  |                        |
| Krameriaceae            | kramerijevke       | Polygalales                     | dresnovci                 | Polygalales                       | dresnovci                   | nerangirano                  | nerangirano            |
| Labiatae                | ustnatice          | /                               |                           | /                                 |                             | /                            |                        |
| Lacandoniaceae          |                    | /                               |                           | /                                 |                             | /                            |                        |
| Lacistemataceae         | lacistemovke       | Violales                        | vijoličevci               | Violales                          | vijoličevci                 | Malpighiales                 |                        |
| Lactoridaceae           | laktorijevke       | Magnoliales                     | magnolijevci              | Magnoliales                       | magnolijevci                | Piperales                    | poprovci               |
| Lamiaceae               | ustnatice          | Lamiales                        | ustnatičevci              | Scrophulariales                   | črnobinovci                 | Lamiales                     | ustnatičevci           |
| Lanariaceae             |                    | /                               |                           | Asparagales                       | beluševci                   | Asparagales                  | beluševci              |
| Lardizabalaceae         | lardizabalovke     | Ranunculales                    | zlatičevci                | Berberidales                      |                             | Ranunculales                 | zlatičevci             |
| Lauraceae               | lovorovke          | Laurales                        | lovorovci                 | Magnoliales                       | magnolijevci                | Laurales                     | lovorovci              |
| Laxmanniaceae           | hijacintovke       | /                               |                           | /                                 |                             | Asparagales                  | beluševci              |
| Lecythidaceae           | lecitovke          | Lecythidales                    |                           | Theales                           | čajevci                     | Ericales                     | vresovci               |
| Ledocarpaceae           |                    | /                               |                           | /                                 |                             | Geraniales                   | krvomočnikovci         |
| Leeaceae                |                    | Rhamnales                       | krhlikovci                | /                                 |                             | /                            |                        |
| Leguminosae             |                    | /                               |                           | /                                 |                             | /                            |                        |
| Caesalpinioideae        |                    | Fabales                         | stročnice                 | /                                 |                             | /                            |                        |
| Mimosoideae             |                    | /                               |                           | /                                 |                             | /                            |                        |
| Papilionoideae          |                    | /                               |                           | /                                 |                             | /                            |                        |
| Leitneriaceae           | leinterijevke      | Leitneriales                    |                           | Rutales                           |                             | /                            |                        |
| Lemnaceae               | vodolečevke        | Arales                          | kačnikovci                | Arales                            | kačnikovci                  | Alismatales                  | porečnikovci           |
| Lennoaceae              | lenojevke          | Lamiales                        | ustnatičevci              | Solanales                         | razhudnikovci               | /                            |                        |
| Lentibulariaceae        | mešinkovke         | Scrophulariales                 | črnobinovci               | Scrophulariales                   | črnobinovci                 | Lamiales                     | ustnatičevci           |
| Leonticaceae            |                    | /                               |                           | /                                 |                             | /                            |                        |
| Lepidobotryaceae        |                    | /                               |                           | /                                 |                             | Celastrales                  | trdoleskovci           |
| Lepuropetalaceae        |                    | /                               |                           | Saxifragales                      | kamnokrečevci               | Celastrales                  | trdoleskovci           |
| Liliaceae               | lilijevke          | Liliales                        | lilijevci                 | Liliales                          | lilijevci                   | Liliales                     | lilijevci              |
| Limnanthaceae           | limnantovke        | Geraniales                      | krvomočnikovci            | Geraniales                        | krvomočnikovci              | Brassicales                  |                        |
| Limnocharitaceae        | vodne makovke      | Alismatales                     | porečnikovci              | /                                 |                             | Alismatales                  | porečnikovci           |
| Linaceae                | lanovke            | Linales                         | lanovci                   | Linales                           | lanovci                     | Malpighiales                 |                        |
| Linnaeaceae             |                    | /                               |                           | /                                 |                             | Dipsacales                   | ščetičevci             |
| Lissocarpaceae          |                    | Ebenales                        | ebenovci                  | Styracales                        |                             | /                            |                        |
| Loasaceae               | loazovke           | Violales                        | vijoličevci               | Loasales                          |                             | Cornales                     | drenovci               |
| Loganiaceae             | strihnovke         | Gentianales                     | sviščevci                 | Gentianales                       | sviščevci                   | Gentianales                  | sviščevci              |
| Lobeliaceae             |                    | /                               |                           | /                                 |                             | Asterales                    | košarnice              |
| Lophopyxidaceae         |                    | /                               |                           | Celastrales                       | trdoleskovci                | Malpighiales                 |                        |
| Loranthaceae            | ohmeljevke         | Santalales                      | lanikovci                 | Santalales                        | lanikovci                   | Santalales                   | lanikovci              |
| Lowiaceae               |                    | Zingiberales                    | ingverjevci               | Zingiberales                      | ingverjevci                 | Zingiberales                 | ingverjevci            |
| Luzuriagaceae           |                    | /                               |                           | Asparagales                       | beluševci                   | Liliales                     | lilijevci              |
| Lythraceae              | krvenkovke         | Myrtales                        | mirtovci                  | Myrtales                          | mirtovci                    | Myrtales                     | mirtovci               |
| Maesaceae               |                    | /                               |                           | /                                 |                             | Ericales                     | vresovci               |
| Magnoliaceae            | magnolijevke       | Magnoliales                     | magnolijevci              | Magnoliales                       | magnolijevci                | Magnoliales                  | magnolijevci           |
| Mackinlayaceae          |                    | /                               |                           | /                                 |                             | Apiales                      |                        |
| Malesherbiaceae         | malerbovke         | Violales                        | vijoličevci               | Violales                          | vijoličevci                 | Malpighiales                 |                        |
| Malpighiaceae           | malpigijevke       | Polygalales                     | dresnovci                 | Polygalales                       | dresnovci                   | Malpighiales                 |                        |
| Malvaceae               | slezenovke         | Malvales                        | slezenovci                | Malvales                          | slezenovci                  | Malvales                     | slezenovci             |
| Marantaceae             | marantovke         | Zingiberales                    | ingverjevci               | Zingiberales                      | ingverjevci                 | Zingiberales                 | ingverjevci            |
| Marcgraviaceae          | markgrafijevke     | Theales                         | čajevci                   | Theales                           | čajevci                     | Ericales                     | vresovci               |
| Martyniaceae            | samorogovke        | /                               |                           | Scrophulariales                   | črnobinovci                 | Lamiales                     | ustnatičevci           |
| Mastixiaceae            |                    | /                               |                           | /                                 |                             | /                            |                        |
| Mayacaceae              | majakovke          | Commelinales                    | komelinovci               | Commelinales                      | komelinovci                 | Poales                       | travovci               |
| Medusagynaceae          |                    | Theales                         | čajevci                   | /                                 |                             | Malpighiales                 |                        |
| Medusandraceae          | meduzandrovke      | Santalales                      | lanikovci                 | Santalales                        | lanikovci                   | nerangirano                  | nerangirano            |
| Melanophyllaceae        |                    | /                               |                           | /                                 |                             | Apiales                      |                        |
| Melanthiaceae           | čmerikovke         | /                               |                           | Liliales                          | lilijevci                   | Liliales                     | lilijevci              |
| Melastomataceae         | črnoustovke        | Myrtales                        | mirtovci                  | Myrtales                          | mirtovci                    | Myrtales                     | mirtovci               |
| Meliaceae               | melijevke          | Sapindales                      | javorovci                 | Rutales                           | rutičevci                   | Sapindales                   | javorovci              |
| Melianthaceae           | meliantovke        | Sapindales                      | javorovci                 | Rutales                           | rutičevci                   | Geraniales                   | krvomočnikovci         |
| Meliosmaceae            |                    | /                               |                           | /                                 |                             | /                            |                        |
| Memecylaceae            |                    | /                               |                           | /                                 |                             | Myrtales                     | mirtovci               |
| Mendonciaceae           |                    | Scrophulariales                 | črnobinovci               | /                                 |                             | /                            |                        |
| Menispermaceae          | menispermovke      | Ranunculales                    | zlatičevci                | Berberidales                      |                             | Ranunculales                 | zlatičevci             |
| Menyanthaceae           | mrzličevke         | Solanales                       | razhudnikovci             | Campanulales                      | zvončičevci                 | Asterales                    | košarnice              |
| Metteniusaceae          |                    | /                               |                           | Cornales                          | drenovci                    | nerangirano                  | nerangirano            |
| Mimosaceae              | mimozevke          | Fabales                         | stročnice                 | /                                 |                             | /                            |                        |
| Misodendraceae          | mizodendrovke      | Santalales                      | lanikovci                 | Santalales                        | lanikovci                   | Santalales                   | lanikovci              |
| Mitrastemonaceae        |                    | Rafflesiales                    | raflezijevci              | /                                 |                             | nerangirano                  | nerangirano            |
| Mitreolaceae            |                    | /                               |                           | /                                 |                             | /                            |                        |
| Molluginaceae           |                    | Caryophyllales                  | klinčkovci                | Caryophyllales                    | klinčkovci                  | Caryophyllales               | klinčkovci             |
| Monimiaceae             | monimijevke        | Laurales                        | lovorovci                 | Magnoliales                       | magnolijevci                | Laurales                     | lovorovci              |
| Monotropaceae           | samovratčevke      | Ericales                        | vresovci                  | /                                 |                             | /                            |                        |
| Montiniaceae            |                    | /                               |                           | Hydrangeales                      |                             | Solanales                    | razhudnikovci          |
| Moraceae                | murvovke           | Urticales                       | koprivovci                | Urticales                         | koprivovci                  | Rosales                      | šipkovci               |
| Morinaceae              |                    | /                               |                           | Dipsacales                        | ščetičevci                  | Dipsacales                   | ščetičevci             |
| Moringaceae             | moringovke         | Capparales                      | kaprovčevci               | Rutales                           | rutičevci                   | Brassicales                  |                        |
| Muntingiaceae           |                    | /                               |                           | /                                 |                             | Malvales                     | slezenovci             |
| Musaceae                | bananovčevke       | Zingiberales                    | ingverjevci               | Zingiberales                      | ingverjevci                 | Zingiberales                 | ingverjevci            |
| Myodocarpaceae          |                    | /                               |                           | /                                 |                             | Apiales                      |                        |
| Myoporaceae             | mioporovke         | Scrophulariales                 | črnobinovci               | Scrophulariales                   | črnobinovci                 | /                            |                        |
| Myricaceae              | voščene mirtovke   | Myricales                       |                           | Juglandales                       | Orehovci (red)orehovci      | Fagales                      | bukovci                |
| Myristicaceae           | muškatovke         | Magnoliales                     | magnolijevci              | Magnoliales                       | magnolijevci                | Magnoliales                  | magnolijevci           |
| Myrothamnaceae          |                    | Hamamelidales                   | nepozebnikovci            | Bruniales                         |                             | Gunnerales                   |                        |
| Myrsinaceae             | mirsinovke         | Primulales                      | jegličevci                | Primulales                        | jegličevci                  | Ericales                     | vresovci               |
| Myrtaceae               | mirtovke           | Myrtales                        | mirtovci                  | Myrtales                          | mirtovci                    | Myrtales                     | mirtovci               |
| Najadaceae              | podvodničevke      | Najadales                       | podvodničevci             | /                                 |                             | Alismatales                  | porečnikovci           |
| Nandinaceae             |                    | /                               |                           | /                                 |                             | /                            |                        |
| Napoleonaeaceae         |                    | /                               |                           | /                                 |                             | /                            |                        |
| Nartheciaceae           |                    | /                               |                           | /                                 |                             | Dioscoreales                 | bljuščevci             |
| Naucleaceae             |                    | /                               |                           | /                                 |                             | /                            |                        |
| Nelsoniaceae            |                    | /                               |                           | /                                 |                             | /                            |                        |
| Nelumbonaceae           | lotosovke          | Nymphaeales                     | lokvanjevci               | Nelumbonales                      | lotosovci                   | Proteales                    | protejevci             |
| Nepenthaceae            | nepentovke         | Nepenthales                     |                           | Theales                           | čajevci                     | Caryophyllales               | klinčkovci             |
| Nesogenaceae            |                    | /                               |                           | Scrophulariales                   | črnobinovci                 | /                            |                        |
| Neumanniaceae           |                    | /                               |                           | /                                 |                             | /                            |                        |
| Neuradaceae             |                    | Rosales                         | šipkovci                  | Rosales                           | šipkovci                    | Malvales                     | slezenovci             |
| Nitrariaceae            |                    | /                               |                           | /                                 |                             | Sapindales                   | javorovci              |
| Nolanaceae              | nolanovke          | Solanales                       | razhudnikovci             | Solanales                         | razhudnikovci               | /                            |                        |
| Nolinaceae              |                    | /                               |                           | /                                 |                             | /                            |                        |
| Nothofagaceae           |                    | Fagales                         | bukovci                   | Betulales                         |                             | Fagales                      | bukovci                |
| Nyctaginaceae           | bugenvilovke       | Caryophyllales                  | klinčkovci                | Caryophyllales                    | klinčkovci                  | Caryophyllales               | klinčkovci             |
| Nymphaeaceae            | lokvanjevke        | Nymphaeales                     | lokvanjevci               | Nymphaeales                       | lokvanjevci                 | nerangirano                  | nerangirano            |
| Nyssaceae               | nisovke            | Cornales                        | drenovci                  | /                                 |                             | Cornales                     | drenovci               |
| Ochnaceae               | ohnovke            | Theales                         | čajevci                   | Theales                           | čajevci                     | Malpighiales                 |                        |
| Octoknemaceae           |                    | /                               |                           | /                                 |                             | /                            |                        |
| Olacaceae               | olakacovke         | Santalales                      | lanikovci                 | Santalales                        | lanikovci                   | Santalales                   | lanikovci              |
| Oleaceae                | oljkovke           | Scrophulariales                 | črnobinovci               | Scrophulariales                   | črnobinovci                 | Lamiales                     | ustnatičevci           |
| Oliniaceae              | olinijevke         | Myrtales                        | mirtovci                  | Myrtales                          | mirtovci                    | Myrtales                     | mirtovci               |
| Onagraceae              | svetlinovke        | Myrtales                        | mirtovci                  | Myrtales                          | mirtovci                    | Myrtales                     | mirtovci               |
| Oncothecaceae           |                    | Theales                         | čajevci                   | Theales                           | čajevci                     | nerangirano                  | nerangirano            |
| Opiliaceae              |                    | Santalales                      | lanikovci                 | Santalales                        | lanikovci                   | Santalales                   | lanikovci              |
| Orchidaceae             | kukavičevke        | Orchidales                      | kukavičevci               | Orchidales                        | kukavičevci                 | Asparagales                  | beluševci              |
| Orobanchaceae           | pojalnikovke       | Scrophulariales                 | črnobinovci               | Solanales                         | razhudnikovci               | Lamiales                     | ustnatičevci           |
| Oxalidaceae             | zajčjedeteljičevke | Geraniales                      | krvomočnikovci            | Geraniales                        | krvomočnikovci              | Oxalidales                   |                        |
| Paeoniaceae             | potonikovke        | Dilleniales                     | dilenijevci               | Paeoniales                        |                             | Saxifragales                 | kamnokrečevci          |
| Palmae(veáse Arecaceae) | palmovke           | /                               |                           | /                                 |                             | /                            |                        |
| Pandaceae               | pandovke           | Euphorbiales                    | mlečkovci                 | /                                 |                             | Malpighiales                 |                        |
| Pandanaceae             | pandanovke         | Pandanales                      | pandanovčevci             | Pandanales                        | pandanovčevci               | Pandanales                   | pandanovčevci          |
| Papaveraceae            | makovke            | Papaverales                     | makovci                   | Berberidales                      |                             | Ranunculales                 | zlatičevci             |
| Paracryphiaceae         |                    | Theales                         | čajevci                   | Theales                           | čajevci                     | nerangirano                  | nerangirano            |
| Parnassiaceae           | samoperkovke       | /                               |                           | Saxifragales                      | kamnokrečevci               | Celastrales                  | trdoleskovci           |
| Passifloraceae          | pasijonkovke       | Violales                        | vijoličevci               | Violales                          | vijoličevci                 | Malpighiales                 |                        |
| Paulowniaceae           |                    | /                               |                           | /                                 |                             | Lamiales                     | ustnatičevci           |
| Pedaliaceae             | sezamovke          | Scrophulariales                 | črnobinovci               | Scrophulariales                   | črnobinovci                 | Lamiales                     | ustnatičevci           |
| Peganaceae              |                    | /                               |                           | /                                 |                             | Sapindales                   | javorovci              |
| Pellicieraceae          |                    | Theales                         | čajevci                   | Theales                           | čajevci                     | Ericales                     | vresovci               |
| Penaeaceae              | penejevke          | Myrtales                        | mirtovci                  | Myrtales                          | mirtovci                    | Myrtales                     | mirtovci               |
| Pennantiaceae           |                    | /                               |                           | /                                 |                             | Apiales                      |                        |
| Pentadiplandraceae      |                    | /                               |                           | /                                 |                             | Brassicales                  |                        |
| Pentaphragmataceae      |                    | Campanulales                    | zvončičevci               | Campanulales                      | zvončičevci                 | Asterales                    | košarnice              |
| Pentaphylacaceae        |                    | Theales                         | čajevci                   | /                                 |                             | Ericales                     | vresovci               |
| Pentastemonaceae        |                    | /                               |                           | Theales                           | čajevci                     | /                            |                        |
| Penthoraceae            |                    | /                               |                           | Saxifragales                      | kamnokrečevci               | Saxifragales                 | kamnokrečevci          |
| Peperomiaceae           | poprovkovke        | /                               |                           | /                                 |                             | Piperales                    | poprovci               |
| Peraceae                |                    | /                               |                           | /                                 |                             | /                            |                        |
| Peridiscaceae           |                    | Violales                        | vijoličevci               | Violales                          | vijoličevci                 | Malpighiales                 |                        |
| Periplocaceae           |                    | /                               |                           | /                                 |                             | /                            |                        |
| Peripterygiaceae        |                    | /                               |                           | Cornales                          | drenovci                    | /                            |                        |
| Petermanniaceae         |                    | /                               |                           | Dioscoreales                      | bljuščevci                  | /                            |                        |
| Petrosaviaceae          |                    | Triuridales                     |                           | Triuridales                       |                             | nerangirano                  | nerangirano            |
| Phellinaceae            |                    | /                               |                           | Theales                           | čajevci                     | Asterales                    | košarnice              |
| Philadelphaceae         | skobotovčevke      | /                               |                           | /                                 |                             | /                            |                        |
| Philesiaceae            |                    | /                               |                           | Dioscoreales                      | bljuščevci                  | Liliales                     | lilijevci              |
| Philydraceae            | filidrovke         | Liliales                        | lilijevci                 | Philydrales                       |                             | Commelinales                 | komelinovci            |
| Phormiaceae             |                    | /                               |                           | Asparagales                       | beluševci                   | /                            |                        |
| Phrymaceae              |                    | /                               |                           | /                                 |                             | Lamiales                     | ustnatičevci           |
| Phrymataceae            |                    | /                               |                           | Scrophulariales                   | črnobinovci                 | /                            |                        |
| Phyllanthaceae          |                    | /                               |                           | /                                 |                             | Malpighiales                 |                        |
| Phyllonomaceae          |                    | /                               |                           | /                                 |                             | Aquifoliales                 |                        |
| Physenaceae             |                    | /                               |                           | Violales                          | vijoličevci                 | Caryophyllales               | klinčkovci             |
| Phytolaccaceae          | barvilničevke      | Caryophyllales                  | klinčkovci                | Caryophyllales                    | klinčkovci                  | Caryophyllales               | klinčkovci             |
| Picramniaceae           |                    | /                               |                           | Rutales                           | rutičevci                   | nerangirano                  | nerangirano            |
| Picrodendraceae         |                    | /                               |                           | /                                 |                             | Malpighiales                 |                        |
| Piperaceae              | poprovke           | Piperales                       | poprovci                  | Magnoliales                       | magnolijevci                | Piperales                    | poprovci               |
| Pistaciaceae            |                    | /                               |                           | /                                 |                             | /                            |                        |
| Pittosporaceae          | lepljivkovke       | Rosales                         | šipkovci                  | Pittosporales                     | lepljivčevci                | Apiales                      |                        |
| Plagiopteraceae         |                    | /                               |                           | Malvales                          | slezenovci                  | /                            |                        |
| Plantaginaceae          | trpotčevke         | Plantaginales                   |                           | Scrophulariales                   | črnobinovci                 | Lamiales                     | ustnatičevci           |
| Platanaceae             | platanovke         | Hamamelidales                   | nepozebnikovci            | Hamamelidales                     | nepozebnikovci              | Proteales                    | protejevci             |
| Plocospermataceae       |                    | /                               |                           | /                                 |                             | Lamiales                     | ustnatičevci           |
| Plumbaginaceae          | pečnikovke         | Plumbaginales                   | pečnikovci                | Primulales                        | jegličevci                  | Caryophyllales               | klinčkovci             |
| Poaceae                 | trave              | Cyperales                       | ostričevci                | Poales                            | travovci                    | Poales                       | travovci               |
| Podoaceae               |                    | /                               |                           | /                                 |                             | /                            |                        |
| Podophyllaceae          |                    | /                               |                           | /                                 |                             | /                            |                        |
| Podostemaceae           | podostemovke       | Podostemales                    |                           | Podostemales                      |                             | Malpighiales                 |                        |
| Polemoniaceae           | jesenovkovke       | Solanales                       | razhudnikovci             | Solanales                         | razhudnikovci               | Ericales                     | vresovci               |
| Pottingeriaceae         |                    | /                               |                           | /                                 |                             | nerangirano                  | nerangirano            |
| Polygalaceae            | grebenuševke       | Polygalales                     | dresnovci                 | Polygalales                       | dresnovci                   | Fabales                      | stročnice              |
| Polygonaceae            | dresnovke          | Polygonales                     | grebenuševci              | Polygonales                       | grebenuševci                | Caryophyllales               | klinčkovci             |
| Polyosmaceae            |                    | /                               |                           | /                                 |                             | nerangirano                  | nerangirano            |
| Polypremaceae           |                    | /                               |                           | /                                 |                             | /                            |                        |
| Pontederiaceae          | vodne hiacintovke  | Liliales                        | lilijevci                 | Philydrales                       |                             | Commelinales                 | komelinovci            |
| Portulacaceae           | tolščakovke        | Caryophyllales                  | klinčkovci                | Caryophyllales                    | klinčkovci                  | Caryophyllales               | klinčkovci             |
| Posidoniaceae           | pozejdonovke       | Najadales                       | podvodničevci             | Potamogetonales                   |                             | Alismatales                  | porečnikovci           |
| Potaliaceae             |                    | /                               |                           | /                                 |                             | /                            |                        |
| Potamogetonaceae        | dristavčevke       | Najadales                       | podvodničevci             | Potamogetonales                   |                             | Alismatales                  | porečnikovci           |
| Primulaceae             | jegličevke         | Primulales                      | jegličevci                | Primulales                        | jegličevci                  | Ericales                     | vresovci               |
| Proteaceae              | protejevke         | Proteales                       | protejevci                | Proteales                         | protejevci                  | Proteales                    | protejevci             |
| Psiloxylaceae           |                    | /                               |                           | /                                 |                             | Myrtales                     | mirtovci               |
| Ptaeroxylaceae          |                    | /                               |                           | Rutales                           | rutičevci                   | /                            |                        |
| Pteridophyllaceae       |                    | /                               |                           | /                                 |                             | Ranunculales                 | zlatičevci             |
| Pterostemonaceae        |                    | /                               |                           | /                                 |                             | Saxifragales                 | kamnokrečevci          |
| Punicaceae              | granatovke         | Myrtales                        | mirtovci                  | /                                 |                             | /                            |                        |
| Putranjivaceae          |                    | /                               |                           | /                                 |                             | Malpighiales                 |                        |
| Pyrolaceae              | zelenkovke         | Ericales                        | vresovci                  | /                                 |                             | /                            |                        |
| Quiinaceae              | kvinovke           | Theales                         | čajevci                   | Theales                           | čajevci                     | Malpighiales                 |                        |
| Quillajaceae            |                    | /                               |                           | /                                 |                             | Fabales                      | stročnice              |
| Rafflesiaceae           | raflezijevke       | Rafflesiales                    | raflezijevci              | Rafflesiales                      | raflezijevci                | nerangirano                  | nerangirano            |
| Ranunculaceae           | zlatičevke         | Ranunculales                    | zlatičevci                | Berberidales                      |                             | Ranunculales                 | zlatičevci             |
| Rapateaceae             | rapatejevke        | Commelinales                    | komelinovci               | Commelinales                      | komelinovci                 | Poales                       | travovci               |
| Resedaceae              | katančevke         | Capparales                      | kaprovčevci               | Brassicales                       |                             | Brassicales                  |                        |
| Restionaceae            | vrvovke            | Restionales                     |                           | Poales                            | travovci                    | Poales                       | travovci               |
| Retziaceae              |                    | Gentianales                     | sviščevci                 | /                                 |                             | /                            |                        |
| Rhabdodendraceae        |                    | Rosales                         | šipkovci                  | Rutales                           | rutičevci                   | Caryophyllales               | klinčkovci             |
| Rhamnaceae              | krhlikovke         | Rhamnales                       | krhlikovci                | Rhamnales                         | krhlikovci                  | Rosales                      | šipkovci               |
| Rhipogonaceae           |                    | /                               |                           | Dioscoreales                      | bljuščevci                  | /                            |                        |
| Rhizophoraceae          | rizoforovke        | Rhizophorales                   | korenovnikovci            | Rhizophorales                     | korenovnikovci              | Malpighiales                 |                        |
| Rhodoleiaceae           |                    | /                               |                           | /                                 |                             | /                            |                        |
| Rhoipteleaceae          |                    | Juglandales                     | orehovci                  | Juglandales                       | orehovci                    | Fagales                      | bukovci                |
| Rhynchocalycaceae       |                    | Myrtales                        | mirtovci                  | Myrtales                          | mirtovci                    | Myrtales                     | mirtovci               |
| Ripogonaceae            |                    | /                               |                           | /                                 |                             | Liliales                     | lilijevci              |
| Roridulaceae            |                    | /                               |                           | Bruniales                         |                             | Ericales                     | vresovci               |
| Rosaceae                | rožnice            | Rosales                         | šipkovci                  | Rosales                           | šipkovci                    | Rosales                      | šipkovci               |
| Rousseaceae             |                    | /                               |                           | /                                 |                             | Asterales                    | košarnice              |
| Rubiaceae               | broščnice          | Rubiales                        |                           | Gentianales                       | sviščevci                   | Gentianales                  | sviščevci              |
| Ruppiaceae              | rupijevke          | Najadales                       | podvodničevci             | /                                 |                             | /                            |                        |
| Ruscaceae               |                    | /                               |                           | /                                 |                             | Asparagales                  | beluševci              |
| Rutaceae                | rutičevke          | Sapindales                      | javorovci                 | Rutales                           | rutičevci                   | Sapindales                   | javorovci              |
| Sabiaceae               | sabijevke          | Ranunculales                    | zlatičevci                | Rutales                           | rutičevci                   | nerangirano                  | nerangirano            |
| Saccifoliaceae          |                    | Gentianales                     | sviščevci                 | Gentianales                       | sviščevci                   | /                            |                        |
| Salicaceae              | vrbovke            | Salicales                       | vrbovci                   | Violales                          | vijoličevci                 | Malpighiales                 |                        |
| Salvadoraceae           | salvadorovke       | Celastrales                     | trdoleskovci              | Brassicales                       |                             | Brassicales                  |                        |
| Sambucaceae             | bezgovke           | /                               |                           | /                                 |                             | /                            |                        |
| Santalaceae             | lanikovke          | Santalales                      | lanikovci                 | Santalales                        | lanikovci                   | Santalales                   | lanikovci              |
| Sapindaceae             | sapindovke         | Sapindales                      | javorovci                 | Rutales                           | rutičevci                   | Sapindales                   | javorovci              |
| Sapotaceae              | sapotovke          | Ebenales                        | ebenovci                  | Styracales                        |                             | Ericales                     | vresovci               |
| Sarcobataceae           |                    | /                               |                           | /                                 |                             | Caryophyllales               | klinčkovci             |
| Sarcolaenaceae          | sarkolenovke       | Theales                         | čajevci                   | Malvales                          | slezenovci                  | Malvales                     | slezenovci             |
| Sarcospermataceae       |                    | /                               |                           | /                                 |                             | /                            |                        |
| Sargentodoxaceae        |                    | Ranunculales                    | zlatičevci                | Berberidales                      |                             | /                            |                        |
| Sarraceniaceae          | saracenijevke      | Nepenthales                     |                           | Theales                           | čajevci                     | Ericales                     | vresovci               |
| Saururaceae             | kuščarjerepke      | Piperales                       | poprovci                  | Magnoliales                       | magnolijevci                | Piperales                    | poprovci               |
| Saxifragaceae           | kamnokrečevke      | Rosales                         | šipkovci                  | Saxifragales                      | kamnokrečevci               | Saxifragales                 | kamnokrečevci          |
| Scheuchzeriaceae        | grezuljevke        | Najadales                       | podvodničevci             | Potamogetonales                   |                             | Alismatales                  | porečnikovci           |
| Schisandraceae          | shizandrovke       | Illiciales                      |                           | Magnoliales                       | magnolijevci                | Austrobaileyales             |                        |
| Schlegeliaceae          |                    | /                               |                           | /                                 |                             | Lamiales                     | ustnatičevci           |
| Scrophulariaceae        | črnobinovke        | Scrophulariales                 | črnobinovci               | Scrophulariales                   | črnobinovci                 | Lamiales                     | ustnatičevci           |
| Scyphostegiaceae        |                    | Violales                        | vijoličevci               | Violales                          | vijoličevci                 | /                            |                        |
| Scytopetalaceae         |                    | Theales                         | čajevci                   | Theales                           | čajevci                     | /                            |                        |
| Setchellanthacea        |                    | /                               |                           | /                                 |                             | Brassicales                  |                        |
| Simaroubaceae           | pajesenovke        | Sapindales                      | javorovci                 | Rutales                           | rutičevci                   | Sapindales                   | javorovci              |
| Simmondsiaceae          |                    | Euphorbiales                    | mlečkovci                 | Euphorbiales                      | mlečkovci                   | Caryophyllales               | klinčkovci             |
| Siparunaceae            |                    | /                               |                           | /                                 |                             | Laurales                     | lovorovci              |
| Siphonodontaceae        |                    | /                               |                           | /                                 |                             | /                            |                        |
| Sladeniaceae            |                    | /                               |                           | /                                 |                             | Ericales                     | vresovci               |
| Smilacaceae             | opončevke          | Liliales                        | lilijevci                 | Dioscoreales                      | bljuščevci                  | Liliales                     | lilijevci              |
| Solanaceae              | razhudnikovke      | Solanales                       | razhudnikovci             | Solanales                         | razhudnikovci               | Solanales                    | razhudnikovci          |
| Sonneratiaceae          | soneriacijevke     | Myrtales                        | mirtovci                  | /                                 |                             | /                            |                        |
| Sparganiaceae           | ježkovke           | Typhales                        | rogozovci                 | Typhales                          | rogozovci                   | Poales                       | travovci               |
| Sphaerosepalaceae       |                    | Theales                         | čajevci                   | Malvales                          | slezenovci                  | Malvales                     | slezenovci             |
| Sphenocleaceae          |                    | Campanulales                    | zvončičevci               | Campanulales                      | zvončičevci                 | Solanales                    | razhudnikovci          |
| Sphenostemonaceae       |                    | /                               |                           | Theales                           | čajevci                     | nerangirano                  | nerangirano            |
| Spigeliaceae            |                    | /                               |                           | /                                 |                             | /                            |                        |
| Stachyuraceae           |                    | Violales                        | vijoličevci               | Theales                           | čajevci                     | Crossosomatales              |                        |
| Stackhousiaceae         | stackhausovke      | Celastrales                     | trdoleskovci              | Celastrales                       | trdoleskovci                | /                            |                        |
| Staphyleaceae           | kločkovke          | Sapindales                      | javorovci                 | Cunoniales                        |                             | Crossosomatales              |                        |
| Stegnospermataceae      |                    | /                               |                           | Caryophyllales                    | klinčkovci                  | Caryophyllales               | klinčkovci             |
| Stemonaceae             | stemonovke         | Liliales                        | lilijevci                 | Dioscoreales                      | bljuščevci                  | Pandanales                   | pandanovčevci          |
| Stemonuraceae           |                    | /                               |                           | /                                 |                             | Aquifoliales                 |                        |
| Sterculiaceae           | kakavovčevke       | Malvales                        | slezenovci                | Malvales                          | slezenovci                  | /                            |                        |
| Stilaginaceae           |                    | /                               |                           | /                                 |                             | /                            |                        |
| Stilbaceae              |                    | /                               |                           | Scrophulariales                   | črnobinovci                 | Lamiales                     | ustnatičevci           |
| Strasburgeriaceae       |                    | /                               |                           | Theales                           | čajevci                     | nerangirano                  | nerangirano            |
| Strelitziaceae          | strelicijevke      | Zingiberales                    | ingverjevci               | Zingiberales                      | ingverjevci                 | Zingiberales                 | ingverjevci            |
| Strychnaceae            |                    | /                               |                           | /                                 |                             | /                            |                        |
| Stylidiaceae            | vzmetnikovke       | Campanulales                    | zvončičevci               | Saxifragales                      | kamnokrečevci               | Asterales                    | košarnice              |
| Stylobasiaceae          |                    | /                               |                           | /                                 |                             | /                            |                        |
| Stylocerataceae         |                    | /                               |                           | /                                 |                             | /                            |                        |
| Styracaceae             | stiraksovke        | Ebenales                        | ebenovci                  | Styracales                        |                             | Ericales                     | vresovci               |
| Surianaceae             |                    | Rosales                         | šipkovci                  | Rutales                           | rutičevci                   | Fabales                      | stročnice              |
| Symphoremataceae        |                    | /                               |                           | Scrophulariales                   | črnobinovci                 | /                            |                        |
| Symplocaceae            |                    | Ebenales                        | ebenovci                  | Theales                           | čajevci                     | Ericales                     | vresovci               |
| Taccaceae               | takacovke          | Liliales                        | lilijevci                 | Dioscoreales                      | bljuščevci                  | /                            |                        |
| Tamaricaceae            | tamariševke        | Violales                        | vijoličevci               | Violales                          | vijoličevci                 | Caryophyllales               | klinčkovci             |
| Tapisciaceae            |                    | /                               |                           | /                                 |                             | nerangirano                  | nerangirano            |
| Tecophilaeaceae         |                    | /                               |                           | Asparagales                       | beluševci                   | Asparagales                  | beluševci              |
| Tepuianthaceae          |                    | Celastrales                     | trdoleskovci              | Rutales                           | rutičevci                   | /                            |                        |
| Ternstroemiaceae        |                    | /                               |                           | /                                 |                             | Ericales                     | vresovci               |
| Tetracarpaeaceae        |                    | /                               |                           | Saxifragales                      | kamnokrečevci               | Saxifragales                 | kamnokrečevci          |
| Tetracentraceae         |                    | Trochodendrales                 |                           | /                                 |                             | nerangirano                  | nerangirano            |
| Tetrachondraceae        | tetrahondrovke     | /                               |                           | Solanales                         | razhudnikovci               | Lamiales                     | ustnatičevci           |
| Tetragoniaceae          |                    | /                               |                           | /                                 |                             | /                            |                        |
| Tetramelaceae           |                    | /                               |                           | /                                 |                             | Cucurbitales                 | bučevci                |
| Tetrameristaceae        |                    | Theales                         | čajevci                   | Theales                           | čajevci                     | Ericales                     | vresovci               |
| Theaceae                | čajevke            | Theales                         | čajevci                   | Theales                           | čajevci                     | Ericales                     | vresovci               |
| Theligonaceae           | teligonovke        | Rubiales                        |                           | /                                 |                             | /                            |                        |
| Themidaceae             |                    | /                               |                           | /                                 |                             | Asparagales                  | beluševci              |
| Theophrastaceae         |                    | Primulales                      | jegličevci                | Primulales                        | jegličevci                  | Ericales                     | vresovci               |
| Thismiaceae             |                    | /                               |                           | /                                 |                             | /                            |                        |
| Thunbergiaceae          |                    | /                               |                           | /                                 |                             | /                            |                        |
| Thurniaceae             | turnijevke         | Juncales                        | ločkovci                  | Juncales                          | ločkovci                    | Poales                       | travovci               |
| Thymelaeaceae           | volčinovke         | Myrtales                        | mirtovci                  | Euphorbiales                      | mlečkovci                   | Malvales                     | slezenovci             |
| Ticodendraceae          |                    | Fagales                         | bukovci                   | Betulales                         |                             | Fagales                      | bukovci                |
| Tiliaceae               | lipovke            | Malvales                        | slezenovci                | Malvales                          | slezenovci                  | /                            |                        |
| Tofieldiaceae           |                    | /                               |                           | Liliales                          | lilijevci                   | Alismatales                  | porečnikovci           |
| Toricelliaceae          |                    | /                               |                           | Araliales                         | aralijevci                  | Apiales                      |                        |
| Tovariaceae             | tovarijevke        | Capparales                      | kaprovčevci               | /                                 |                             | Brassicales                  |                        |
| Trapaceae               | vodorehovke        | Myrtales                        | mirtovci                  | Myrtales                          | mirtovci                    | /                            |                        |
| Trapellaceae            |                    | /                               |                           | /                                 |                             | /                            |                        |
| Tremandraceae           | tremandrovke       | Polygalales                     | dresnovci                 | Pittosporales                     | lepljivčevci                | /                            |                        |
| Tribelaceae             |                    | /                               |                           | /                                 |                             | nerangirano                  | nerangirano            |
| Trichopodaceae          |                    | /                               |                           | Dioscoreales                      | bljuščevci                  | /                            |                        |
| Trigoniaceae            | trikotovke         | Polygalales                     | dresnovci                 | Polygalales                       | dresnovci                   | Malpighiales                 |                        |
| Trilliaceae             | trilistovke        | /                               |                           | Liliales                          | lilijevci                   | /                            |                        |
| Trimeniaceae            |                    | Laurales                        | lovorovci                 | Magnoliales                       | magnolijevci                | Austrobaileyales             |                        |
| Triplostegiaceae        |                    | /                               |                           | Dipsacales                        | ščetičevci                  | /                            |                        |
| Triuridaceae            | trirepovke         | Triuridales                     |                           | /                                 |                             | Pandanales                   | pandanovčevci          |
| Trochodendraceae        | trohodendrovke     | Trochodendrales                 |                           | Hamamelidales                     | nepozebnikovci              | nerangirano                  | nerangirano            |
| Tropaeolaceae           | kapucinovke        | Geraniales                      | krvomočnikovci            | Geraniales                        | krvomočnikovci              | Brassicales                  |                        |
| Turneraceae             | damianovke         | Violales                        | vijoličevci               | Violales                          | vijoličevci                 | Malpighiales                 |                        |
| Typhaceae               | rogozovke          | Typhales                        | rogozovci                 | Typhales                          | rogozovci                   | Poales                       | travovci               |
| Uapacaceae              |                    | /                               |                           | /                                 |                             | /                            |                        |
| Ulmaceae                | brestovke          | Urticales                       | koprivovci                | Urticales                         | koprivovci                  | Rosales                      | šipkovci               |
| Urticaceae              | koprivovke         | Urticales                       | koprivovci                | Urticales                         | koprivovci                  | Rosales                      | šipkovci               |
| Uvulariaceae            |                    | /                               |                           | /                                 |                             | /                            |                        |
| Vahliaceae              |                    | /                               |                           | Saxifragales                      | kamnokrečevci               | nerangirano                  | nerangirano            |
| Valerianaceae           | špajkovke          | Dipsacales                      | ščetičevci                | Dipsacales                        | ščetičevci                  | Dipsacales                   | ščetičevci             |
| Velloziaceae            | velocijevke        | Liliales                        | lilijevci                 | Asparagales                       | beluševci                   | Pandanales                   | pandanovčevci          |
| Verbenaceae             | sporiševke         | Lamiales                        | ustnatičevci              | Scrophulariales                   | črnobinovci                 | Lamiales                     | ustnatičevci           |
| Violaceae               | vijoličevke        | Violales                        | vijoličevci               | Violales                          | vijoličevci                 | Malpighiales                 |                        |
| Viscaceae               | omelovke           | Santalales                      | lanikovci                 | Santalales                        | lanikovci                   | /                            |                        |
| Vitaceae                | vinikovke          | Rhamnales                       | krhlikovci                | Cornales                          | drenovci                    | nerangirano                  | nerangirano            |
| Vitidaceae              |                    | /                               |                           | /                                 |                             | /                            |                        |
| Vivianiaceae            |                    | /                               |                           | /                                 |                             | Geraniales                   | krvomočnikovci         |
| Vochysiaceae            | vošizijevke        | Polygalales                     | dresnovci                 | Polygalales                       | dresnovci                   | Myrtales                     | mirtovci               |
| Wellstediaceae          |                    | /                               |                           | /                                 |                             | /                            |                        |
| Winteraceae             | vinterjevke        | Magnoliales                     | magnolijevci              | Magnoliales                       | magnolijevci                | Canellales                   |                        |
| Xanthophyllaceae        |                    | Polygalales                     | dresnovci                 | /                                 |                             | /                            |                        |
| Xanthorrhoeaceae        | zlatosokovke       | Liliales                        | lilijevci                 | Asparagales                       | beluševci                   | Asparagales                  | beluševci              |
| Xeronemataceae          |                    | /                               |                           | /                                 |                             | Asparagales                  | beluševci              |
| Xyridaceae              | ksiridovke         | Commelinales                    | komelinovci               | Commelinales                      | komelinovci                 | Poales                       | travovci               |
| Zannichelliaceae        | vodopivkovke       | Najadales                       | podvodničevci             | Potamogetonales                   |                             | Alismatales                  | porečnikovci           |
| Zingiberaceae           | ingverjevke        | Zingiberales                    | ingverjevci               | Zingiberales                      | ingverjevci                 | Zingiberales                 | ingverjevci            |
| Zosteraceae             | travolistničevke   | Najadales                       | podvodničevci             | Potamogetonales                   |                             | Alismatales                  | porečnikovci           |
| Zygophyllaceae          | jarmolistovke      | Sapindales                      | javorovci                 | Linales                           | lanovci                     | nerangirano                  | nerangirano            |